# Sicyopus
Sicyopus là một chi của họ cá bống Oxudercidae.

## Các loài
Chi này hiện hành có các loài sau đây được ghi nhận:
- Sicyopus auxilimentus Watson & Kottelat, 1994
- Sicyopus cebuensis I. S. Chen & K. T. Shao, 1998
- Sicyopus discordipinnis Watson, 1995
- Sicyopus exallisquamulus Watson & Kottelat, 2006
- Sicyopus jonklaasi H. R. Axelrod, 1972 (Lipstick goby)
- Sicyopus lord Keith, Marquet & Taillebois, 2011 (Lord's sicyopus)
- Sicyopus multisquamatus de Beaufort, 1912
- Sicyopus nigriradiatus Parenti & Maciolek, 1993
- Sicyopus rubicundus Keith, Hadiaty, Busson & Hubert, 2014 [1]
- Sicyopus zosterophorus Bleeker, 1856